# WanteD! WanteD!
「WanteD! WanteD!」（ウォンテッド・ウォンテッド）は、日本のバンド・Mrs. GREEN APPLEの5作目のシングル。

## 概要
- 前作「どこかで日は昇る」から約3ヶ月ぶりのシングル。
- 表題曲は窪田正孝主演のドラマ『僕たちがやりました』の主題歌に採用された。ドラマ主題歌を担当するのは、前作「どこかで日は昇る」から2作連続となった。
- カップリング曲の「On My MiND」は、アニメ『ナナマル サンバツ』のオープニングテーマに採用された。アニメ主題歌を担当するのは、1stシングル「Speaking」以来4作ぶり通算2作目で、オープニングテーマとしては自身初となった。
- ジャケットの異なる初回限定盤と通常盤の2形態で発売された。初回限定盤には特典として表題曲のミュージック・ビデオとメイキング映像、2017年5月19日に東京国際フォーラム・ホールAで行われた『Mrs. GREEN APPLE MGA MEET YOU TOUR』から「Lion」「おもちゃの兵隊」「鯨の唄」「サママ・フェスティバル！」「StaRt」のライブ映像が収録されたDVDが同梱された[2]。

## 収録曲
1. WanteD! WanteD! [3:37]
  - 作詞・作曲・編曲：大森元貴
  - ワンマンライブ『ゼンジン未到とロワジール』で初披露された、大森曰く「海外のEDMフェスを意識して制作した楽曲」。ドラマ『僕たちがやりました』側から、「疾走感があり、ちょっと奇妙で、何かから逃げてる感じで、ポップに振り切れていないほうがいい」という依頼を受け書き下ろされた。大森はこの依頼について「ポップスをずっとやってるので、バンドのイメージをここで拭えるんじゃないかと思った。いいタイミングだった。」と語っている。オープニングの尺で耳に残るサビがいいと感じ、サビから作り始め、アレンジや音像は、洋楽や日本人が聴いてフックになるものがいいと思い作られた。また、ポップさをアイロニーな要素として曲調を変化させている[3]。
  - 山中はAメロではドラムスを演奏しておらず打ち込みになっている。これについて山中は「今までの打ち込みと生ドラムの共存とは違って、生ドラムはあくまでエッセンスとして加えるという関わり方をした」と語っている。また、髙野も今回はほぼ全編がシンセベースの打ち込みで、エレキベースを演奏したのは途中で曲調が変わる8小節だけとなっている[3]。
  - 歌詞は高校生が主人公のドラマということもあり、その部分をフォーカスして書かれている。大森曰く「このやり方は1stシングル『Speaking』以来。それが上手く対比になればいい」。悶々としながら自分でも答えが分からない感じ、焦っている感じ、甘えてる感じが表現されている[4]。
2. On My MiND [3:19]
  - 作詞・作曲・編曲：大森元貴
  - タイアップ先のアニメ『ナナマル サンバツ』がクイズがテーマということで、歌詞に「感想文」「問題文」という言葉を入れている。「StaRt」とBPMがほぼ一緒で、アイリッシュの楽器が使用されているが、これは意図的に似せにいったという[4]。
  - ギターリフやソロ、ドラムスのBメロでのハイハットは、遅く録音したものを早回しして使用されている。大森曰くこれは「ヒップホップやR&Bで使われるトラップのビートを爆速で駆け抜ける楽曲に取り入れたら面白いのではないかと思いやってみた」のとのこと[4]。
3. 光のうた [4:35]
  - 作詞・作曲：大森元貴
編曲：山下洋介、Mrs. GREEN APPLE
  - 前年の『Mrs. GREEN APPLE In the Morning Tour』にて大森が弾き語りで披露していた未発表曲のバンドアレンジバージョン[2]。

## 参加ミュージシャン
Mrs. GREEN APPLE
- 大森元貴：Vocal & Chorus & Electric Guitar & Programming (#1,2)
- 若井滉斗：Electric Guitar (#1,2)
- 山中綾華：Drums (#1,2)
- 藤澤涼架：Programming (#1)、Acoustic Piano (#2)
- 髙野清宗：Electric Bass (#1,2)

Additional Musician
- 陶山隼：Additional Synthesizer Programming (#1)
- 伊藤賢：Additional Synthesizer Programming (#2)
- 須原杏：Violin (#2)

## タイアップ
- 関西テレビ制作・フジテレビ系列火曜21時枠ドラマ『僕たちがやりました』オープニングテーマ (#1)
- 日本テレビ系列アニメ『ナナマル サンバツ』オープニングテーマ (#2)

## 収録アルバム
- EMSEMBLE (#1,2)
- 5 (#1)

## KERENMI Remix
「WanteD! WanteD! (KERENMI Remix)」（ウォンテッド・ウォンテッド・ケレンミ・リミックス）は、日本のロックバンド・Mrs. GREEN APPLEの2作目のデジタルシングル。

### 解説
KERENMIがリミックスを手掛けた。ジャケットは「WanteD! WanteD!」と同じシチュエーションながらメンバーの動きや色味が違う仕様となっている。